# Авраам Шаліт
Авраам Хаїм Шаліт (івр. אברהם שליט; 1898—1979) — ізраїльський історик і вчений. був дослідником періоду Другого Храму, професором історії Єврейського університету в Єрусалимі та лауреатом Премії Ізраїлю за 1960 рік.

## Біографія
Шаліт народився 1898 року в галицькому місті Золочеві . Навчався у Віденському університеті. Закінчив у 1925 році на тему «Життя Йосипа Флавія», характер і праці якого Шаліт активно досліджував протягом своєї кар'єри. У 1933 році він опублікував дві статті про Йосипа Флавія німецькою мовою в журналі Klio: Також на івриті він опублікував статтю: «Коли Йосеф бен Маттіяху написав книгу свого життя» в журналі «Сіон».
У 1929 році він емігрував до Палестини .Під час Голокосту втратив дружину та сина . 1950 року він увійшов до постійного викладацького складу кафедри єврейської історії Єврейського університету, 1957 року став професором. Він викладав в університеті до виходу на пенсію у 1966 році, після чого продовжив досліджувати та публікувати. Він був редактором та автором багатьох томів Єврейської енциклопедії та Біблійної енциклопедії, а також редактором Енциклопедії юдаїки. Крім того, він відредагував том «Елліністичний період» із серії книг «Історія народу Ізраїлю», виданої 1972 року. У 1950 році він вступив на історичний факультет Єврейського університету в Єрусалимі і був призначений професором у 1959 році. Помер в Ізраїлі в 1979 році був похований на цвинтарі «Хар ха-Менухот».

## Наукова діяльність
Основні роботи Авраама Шаліта написані про Ірода та Йосипа Флавія. Спочатку Шаліт вважав Йосипа Флавія поганим істориком, але пізніше він вважав його прагматиком.

## Нагороди
- В 1960 Шаліт був нагороджений премією Ізраїлю, за дослідження в історії євреїв (Israel Prize, in Jewish studies)[5]
- Також є лауреатом премії Черніховського за зразковий переказ.